# Yrjönkadun uimahalli

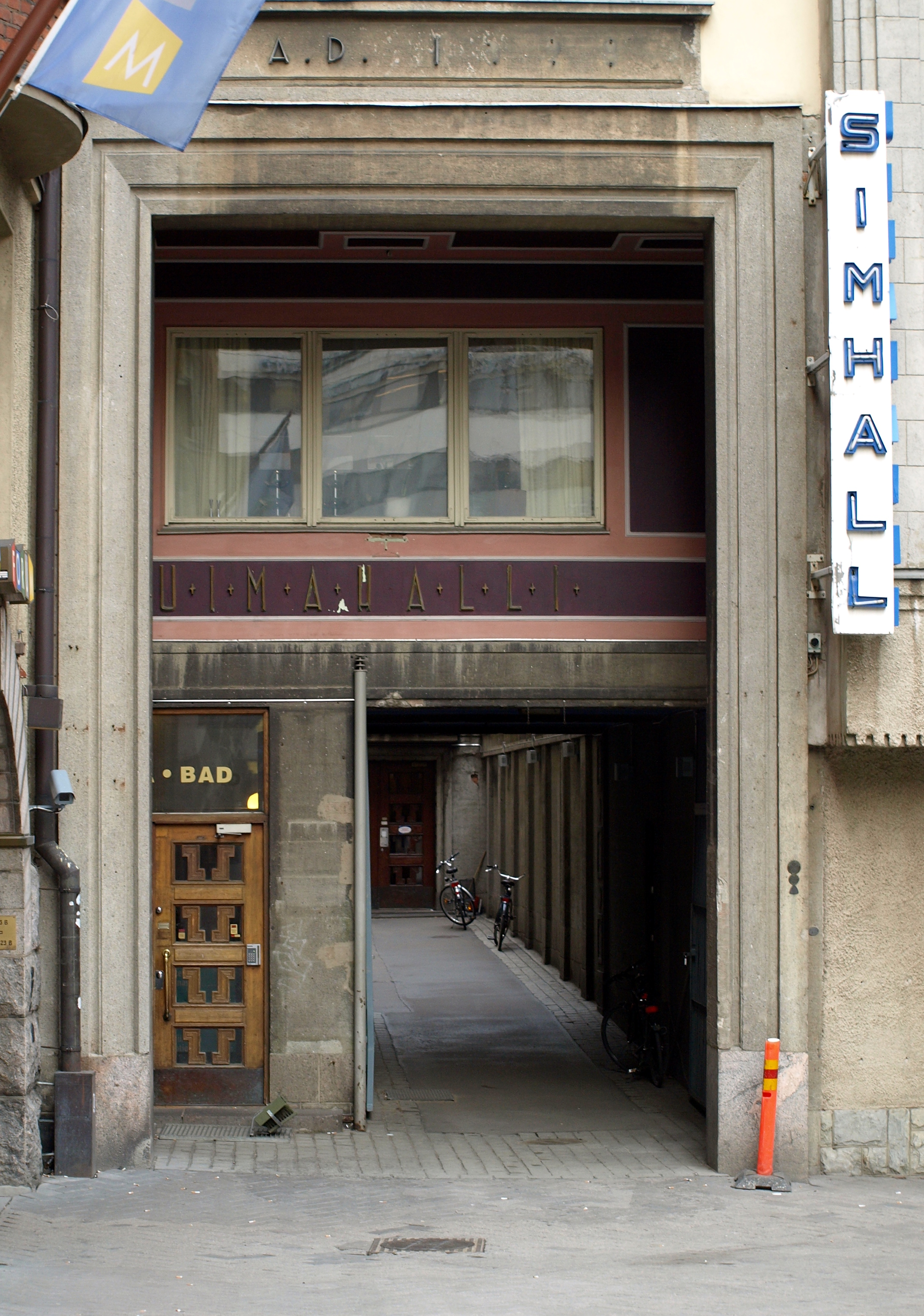
Yrjönkatu 21b

Die Yrjönkadun uimahalli ist ein Hallenbad in der Yrjönkatu im Stadtteil Kamppi im Zentrum von Helsinki. 
Das Gebäude wurde von dem finnischen Architekten Väinö Vähäkallio im Stil römischer Thermen entworfen. Am 4. Juni 1928 wurde es offiziell eingeweiht und ist somit das älteste Hallenbad Finnlands. Über mehrere Jahrzehnte war es zudem das einzige öffentliche Schwimmbad im Land. Seit 1967 wird es von der Stadt Helsinki verwaltet, die es ab 1997 renovieren ließ. Nach Abschluss der zwei Jahre dauernden Arbeiten wurde es im Oktober 1999 wieder eröffnet. Seit Januar 2024 ist das Bad erneut wegen grundlegender Sanierungen geschlossen. Es soll im Januar 2026 wieder eröffnen. 
Es gibt unterschiedliche Öffnungszeiten für Männer und Frauen, da die Schwimmhalle eigentlich ein Nacktbad ist. Seit September 2001 ist beim Schwimmen das Tragen von Badebekleidung gestattet, die Geschlechtertrennung wurde jedoch beibehalten. Das Bad gilt als beliebter Treffpunkt der Schwulenszene.
Die britische Tageszeitung The Guardian bezeichnete das Schwimmbad im Rahmen seiner Serie Five best … in der Ausgabe vom 29. September 2007 als eines der fünf besten Badehäuser. 2008 erhielt es bei der vom Tourismusverband Helsinkis jährlich veranstalteten Abstimmung Best of Helsinki den Award als Best Nordic Oddity (dt. Beste nordische Eigenartigkeit).